# Маймансингх-Садар
Маймансингх-Садар (бенг. ময়মনসিংহ সদর, англ. Mymensingh Sadar) — подокруг на севере Бангладеш в составе округа Маймансингх. Административный центр — город Маймансингх.

## История
Образован в 1867 году.

## География
Площадь подокруга — 388,45 км².

## Демография
По данным переписи 1991 года численность населения подокруга составляла 566 368 человек. Плотность населения равнялась 1458 чел. на 1 км². Уровень грамотности населения составлял 37 %.

## Религия
Религиозный состав: мусульмане — 92,42 %, индуисты — 7,3 %, христиане — 0,22 %, прочие — 0,06 %.